# Lady Wonder
Lady Wonder (1924–1957) war ein Pferd, dem übersinnliche Fähigkeiten zugesprochen wurden. Über 150.000 Menschen zahlten einen Dollar, um ihr drei Fragen stellen zu dürfen. Es wird behauptet, dass Lady Wonder der Polizei von Massachusetts half, die Leiche eines vermissten Jungen zu finden. Sie soll vorhergesagt haben, dass Jack Dempsey 1927 gegen Jack Sharkey gewinnen würde, außerdem soll sie geholfen haben Öl zu finden.
Lady Wonder wurde von ihrer Ausbilderin C.D. Fonda mit der Flasche aufgezogen. Das Pferd konnte ein Gerät bedienen, das mit Hilfe von Hebeln Buchstabenkarten zeigte.
Der Parapsychologe Joseph Banks Rhine untersuchte das Pferd und glaubte Beweise für außersinnliche Wahrnehmungen zwischen Mensch und Pferd gefunden zu haben. Dagegen war der Zauberkünstler Milbourne Christopher der Ansicht, dass Lady Wonder von Fonda gelenkt wurde. Lady Wonder konnte nur dann Fragen richtig beantworten, wenn ihre Besitzerin die Antworten wusste. Gemäß Christopher war Lady trainiert, ihren Kopf über dem Buchstabenbrett hin und her zu bewegen. Wenn sie über dem richtigen Buchstaben war, zeigte Fonda ihr durch eine kleine Bewegung mit ihrem Stock, dass sie ihren Kopf senken und den richtigen Hebel bedienen musste." Der Kunsthistoriker Joe Nickell schrieb, dass „Lady ein gut ausgebildetes, aber kein telepatisches Tier sei.“